# Municipio de Acámbaro
El municipio de Acámbaro es uno de los 46 municipios en que se encuentra dividido para su régimen interior el estado mexicano de Guanajuato, localizado al sureste del territorio y su cabecera es la ciudad de Acámbaro.

## Geografía
Acámbaro está localizado en el sueste del territorio guanajuatense, en los límites con el estado de Michoacán y en la rivera del Lago de Cuitzeo, esta atravesado por el río Lerma, el río más largo de México; tiene una extensión territorial de 867.67 kilómetros cuadrados que equivalen al 2.85 % de la totalidad del territorio estatal, siendo sus coordenadas geográficas extremas 19°54′ a 20°14′ de latitud norte y 100°28′ a 101°0′ de longitud oeste, su territorio tiene una altitud que fluctúa entre los 3 100 y los 1 800 metros en el  nivel del mar.
Limita el noroeste con el municipio de Salvatierra, al norte con el municipio de Tarimoro, al noreste con el municipio de Jerécuaro y al sureste con el municipio de Tarandacuao; al sur limita con el estado de Michoacán, correspondiendo al municipio de Santa Ana Maya, el municipio de Álvaro Obregón, el municipio de Zinapécuaro y el municipio de Maravatío.

## Demografía
De acuerdo con los resultados del censo de población y vivienda realizado en 2010 por el Instituto Nacional de Estadística y Geografía, el municipio de Acámbaro tiene una totalidad de 109 030 habitantes, de los cuales 51 803 son hombres y 57 227 son mujeres.
En su evolución histórica, la población de Acámbaro ha fluctuado de la siguiente manera: en 1990 el censo de población registró un total de 112 450 habitantes, en el Conteo de 1995 aumentó ligeramente a 112 485 habitantes, en el censo de 2000 ocurre una disminuición a 110 718 habitantes, y en el Conteo de 2005 la población bajó hasta los 101 762 habitantes, por lo cual en 2010 se experimentó una recuperación poblacional después de una tendencia constante hacia la baja.
| Gráfica de evolución demográfica de Municipio de Acámbaro entre 1990 y 2010              |
|                                                                                          |
| Fuente Instituto Nacional de Estadística y Geografía - Elaboración gráfica por Wikipedia |

### Localidades
En el censo de 2020 el municipio de Acámbaro contaba con 212 localidades.
| Código INEGI      | Localidad           | Población (2020) |
| ----------------- | ------------------- | ---------------- |
| 110020001         | Acámbaro            | 56 597           |
| 110020027         | Irámuco             | 6 275            |
| 110020047         | Parácuaro           | 4 159            |
| 110020017         | Chupícuaro          | 2 583            |
| 110020092         | San Mateo Tócuaro   | 1 685            |
| 110020067         | San Diego de Alcalá | 1 279            |
| 110020015         | Chamácuaro          | 1 197            |
| 110020018         | Los Desmontes       | 1 121            |
| 110020043         | La Ortiga           | 1 107            |
| 110020073         | San Juan Jaripeo    | 1 088            |
| 110020037         | Monte Prieto        | 1 068            |
| Otras localidades | Otras localidades   | 36 630           |
| Total municipal   | Total municipal     | 30 538           |

El municipio de Acámbaro tiene un total de 267 localidades, las principales y su población en 2010 son las siguientes:
- Andocutín, Guanajuato

Esta población cuyo nombre en Purépecha significa lugar como nido, se localiza a 15 Kilómetros al oeste de Acámbaro, unos kilómetros antes de Irámuco. Esta población se conformó en los terrenos de una antigua hacienda, construida con cantera y en estilo arquitectónico muy distintivo. La población se dedica principalmente a la agricultura y ganadería, cultivándose principalmente maíz, sorgo, trigo y desde fechas recientes cultivos perenes como la fresa. El asentamiento se localiza a la margen del Lago de Cuitzeo, al igual que Irámuco, aunque muy pocos habitantes se dedican a la pesca. De acuerdo con testimonios de los habitantes, décadas atrás se producían almejas de concha frágil. Lamentablemente con la introducción del sistema de drenaje y el desecho de las aguas residuales sin tratamiento alguno al lago, llevó a la total desaparición de éstos sensibles moluscos.
- Gaytán del Refugio

- Irámuco, Guanajuato

Ubicado a 20 kilómetros hacia oeste de la ciudad de Acámbaro, se encuentra Irámuco, en la ribera del lago de Cuitzeo. La actividad principal de los pobladores es la pesca, la agricultura y la ganadería.
- Parácuaro

Unos 14 km hacia el norte de la ciudad de Acámbaro, se localiza Parácuaro, Guanajuato, comunidad con gran actividad agrícola, se cultivan principalmente granos básicos como el maíz, sorgo y trigo, famosa en la región por su Fiesta Patronal en honor a Nuestro Padre Jesús de las Tres Caídas.
- Nuevo Chupícuaro

Unos 5 kilómetros hacia el nororiente de Acámbaro, se encuentra Nuevo Chupícuaro, Gto, Su población es proveniente de la antigua población de Chupicuaro, mpio. de Jerecuaro, que se encontraba asentada en donde ahora esta la Presa Solís, población reconocida por ser la cuna de la Cultura Chupícuaro, uno de los pueblos prehispánicos más notorios del centro del país.Cuenta con un Museo comunitario dedicado a la Cultura.
- Chamácuaro
- Obrajuelo

Ubicado a 15 km hacia el Noroeste de Acámbaro, en las faldas de la carretera Celaya-Acámbaro, Su nombre proviene de "Obraje" (fábricas textiles) que existieron ene el lugar. En 1810 fue sitio de paso de las tropas insurgentes de Miguel Hidalgo y Costilla. Hasta hace algunos años tenía un famoso balneario público llamado "el Tanque", al que asistían las familias de la región, pero la excavación de un Pozo cercano acabó con el venero que lo alimentaba, de esta población es originario José Hurtado Rosillo, distinguido presidente municipal de Acámbaro en los años de 1970s, y su hermano J. Carmen Hurtado, Líder Agrario regional.
- San Diego de Alcalá

- Inchamácuaro

- Loreto

- Santiaguillo

- Tócuaro

Ubicado a 7 km hacia el sur de Acámbaro, colinda con el estado de Michoacán, Su nombre proviene del tarasco "lugar de hachas de piedra". Fue fundado el 21 de septiembre de 1527 por Fray Antonio de Bermul, tiene un manantial del cual se proveía de agua a la cabecera municipal desde 1527 hasta principios del siglo XX a través del acueducto Acámbaro. La iglesia de San Mateo Apóstol fue construida en el siglo XVI y aún está intacta. Es una comunidad dedicada a la agricultura del maíz. Cuenta con todos los servicios de agua potable, alcantarillado sanitario, electrificación, Servicios médicos. En el lugar llamado "la cañada" en donde está ubicado el manantial se concentra turismo para acampar.
- San Miguel de las Carpas Se encuentra en la salida hacia Tarandacuao.

- La Pila de los Árboles

- San Antonio de Padua (Guanajuato)

## Turismo
Ácambaro alberga 2 de Las 50 maravillas de Guanajuato declaradas en 2017 por el dolorense Emmanuel Pérez Balderas. 
1 - Templo de Las Cruces, conocido como "El Tah Mahal Mexicano". 
2 - Presa Solís, la más extensa del Estado.

### Representación legislativa
Para la elección de diputados locales al Congreso de Guanajuato y de diputados federales a la Cámara de Diputados, el municipio de Acámbaro se encuentra integrado en los siguientes distritos electorales:
Local:
- XXII distrito electoral local de Guanajuato con cabecera en Acámbaro.

Federal:
- Distrito electoral federal 14 de Guanajuato con cabecera en Acámbaro.[11]

### Presidentes municipales
- (2000 - 2003): Antonio Tirado Patiño
- (2003 - 2006): Antonio Novoa Acevedo
- (2006 - 2009): César Larrondo Díaz
- (2009 - 2012): Jesús Gerardo Silva Campos
- (2012 - 2015): René Mandujano Tinajero
- (2015 - 2018): Gerardo Javier Alcantar Saucedo
- (2018 - 2021): Alejandro Tirado Zúñiga
- (2021 - 2024): Claudia Silva Campos